# Muriel Lester
Muriel Lester (9 de diciembre de 1883 – 11 de febrero de 1968) nació en Leytonstone (ahora en el este de Londres, pero entonces un próspero suburbio de Essex) y creció en Loughton, donde era miembro de Union Church. Fue una reformadora social, pacifista e inconformista.

## Biografía
Muriel Lester era hija de Henry Lester, un empresario bautista, presidente de la Unión Bautista de Essex y presidente de la junta escolar de West Ham.  Fue bautizada en 1898, a los 15 años. En Loughton, vivió con sus padres en The Grange y luego adquirió una casa de madera, Rose Cottage, a la que rebautizó como Rachel Cottage, y que utilizó como casa de vacaciones para los niños del East End.
Fue responsable, junto con su hermana Doris Lester, de Kingsley Hall, llamado así por un hermano suyo que murió joven, a los 26 años.
En 1934 se convirtió en embajadora general y luego en secretaria itinerante de la International Fellowship of Reconciliation.
Lester acompañó a Mahatma Gandhi en su gira por las regiones sacudidas por el terremoto en Bihar en su gira contra la intocabilidad durante 1934. Se quedó en Kingsley Hall, la fundación de los Lesters en Bow. Hay una placa azul para las hermanas Lester en la cabaña, n. ° 49 Baldwins Hill, Loughton, que adquirieron después de que The Grange y Rachel Cottage se vendieran cómo departamentos. Esta segunda cabaña había sido ocupada anteriormente por Sir Jacob Epstein.
Durante la guerra civil española Muriel Lester fue una activa pacifista. Aparece en una conferencia pacifista en 1936, ocupando el cuarto lugar desde la izquierda de la fotografía, en la entrada de Wikipedia de José Brocca. En su libro White Corpuscles in Europe (1939), el escritor estadounidense Allan A. Hunter revisa el final de la guerra civil española y el comienzo de la Segunda Guerra Mundial desde el otro lado del Atlántico y, a pesar del panorama desolador en Europa, encontraba algunos motivos para el optimismo en el trabajo de los humanitarios, entre los que mencionaba a Muriel Lester.
Muriel Lester se retiró del trabajo a tiempo completo en 1958 y en 1963 se convirtió en Freeman del distrito de Poplar en su octogésimo cumpleaños. Fue reconocida como una de las principales pacifistas del mundo y la organización del Premio Nobel cree que pudo haber sido nominada para el Premio Nobel de La Paz en algún momento antes de la Segunda Guerra Mundial. (No se mantenía registro de los nominados hasta 1939). La Universidad de Míchigan dio su nombre a la Casa Cooperativa Muriel Lester.

## Familia
Lester es la tía de George Hogg. Viajaron juntos a Japón en 1937, desde donde Hogg continuó hasta Shanghái y más tarde al interior de China; posteriormente se hizo famoso por salvar a 60 niños huérfanos, conduciéndolos en una marcha de 1.100 km hacia la seguridad.

## Autobiografías
- It Occurred to Me (Autobiography), Harper Brothers, 1937
- It So Happened, Harper Brothers, 1947